# Péninsule d'Aupouri

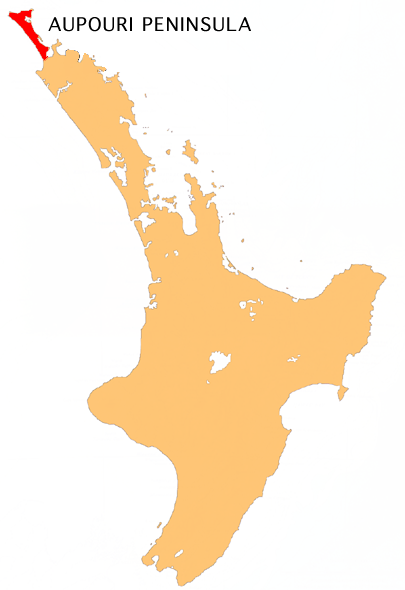
Localisation de la péninsule d'Aupouri.

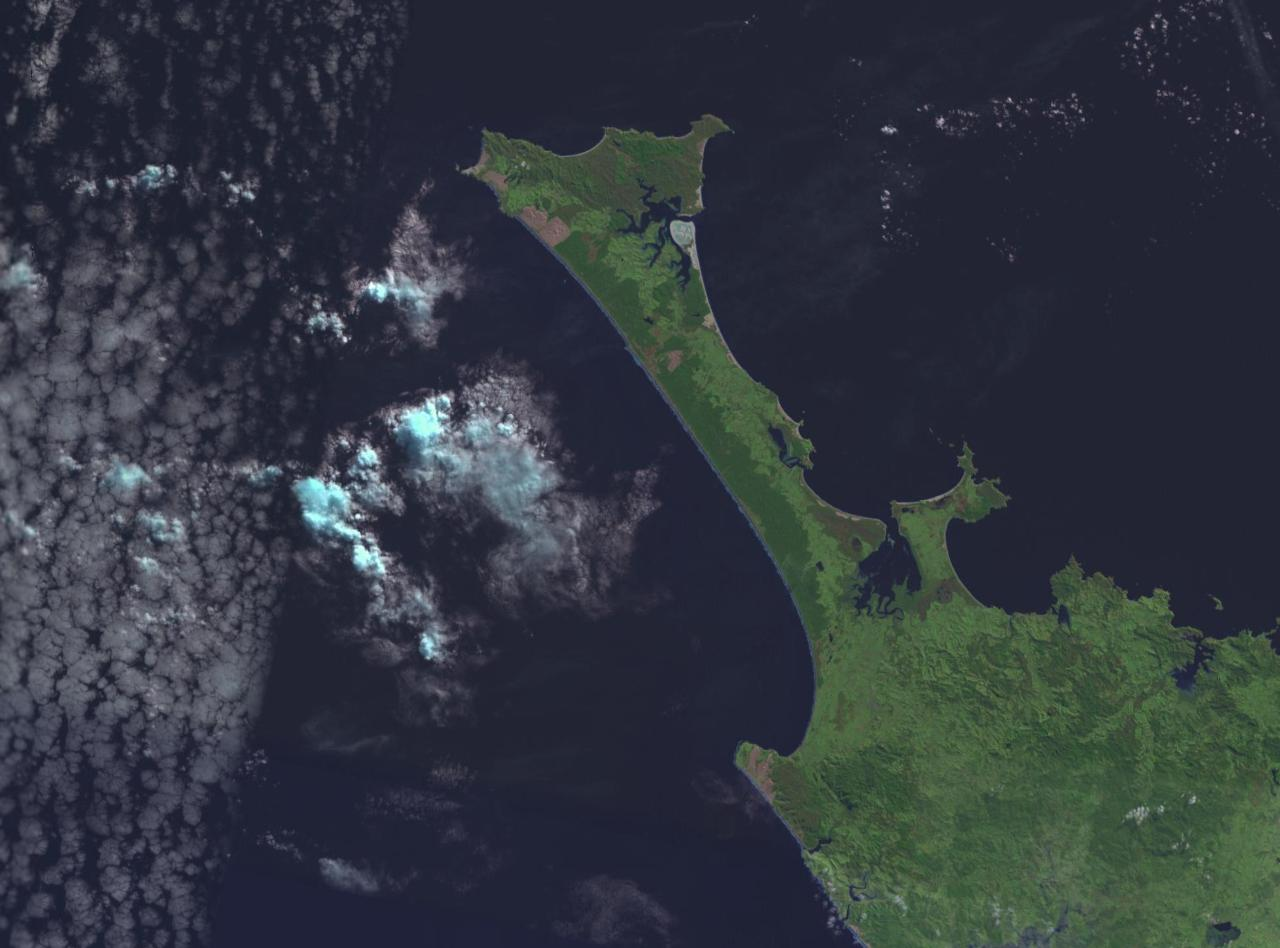
NASA Image Satellite de la péninsule d'Aupouri.

La péninsule d'Aupouri est une péninsule de l'extrême nord du Northland, dans le nord-ouest de la Nouvelle-Zélande.
Elle siège entre la mer de Tasman à l'Ouest et l'océan Pacifique à l'est. Elle constitue l'extrême pointe nord de la Nouvelle-Zélande, dans le district du Far North, comportant le cap Nord, Houhora et la moitié nord de Awanui.
Son nom lui vient de Te Aupouri (en), un des peuples Māori qui l'habitait.

## Vue d'ensemble
C'est une péninsule développée sur le bout de la « péninsule », constituant une partie massive de la Péninsule de Northland qui constitue presque le douzième de l'ensemble de la Nouvelle-Zélande. À proximité de la ville de Kaitaia, la péninsule du North Auckland se réduit brutalement de 60 kilomètres de large à moins de 10 kilomètres, une largeur qui se maintient approximativement sur 100 kilomètres de long de son expansion vers le nord .
À la base de la péninsule d'Aupouri à l'Est on trouve une ile naturelle de Rangaunu Harbour. Au-delà siège à nouveau une petite péninsule et le grand décroché de " Doubtless Bay". La cote Est de la péninsule d'Aupouri est m&arquée par la "Baie de Rangaunu" au Sud et la "Baie de la Exhibition vers le Nord. Vers sa pointe nord, on trouve l'ile naturelle de Parengarenga Harbour, au-delà de laquelle siège le North Cape avec les falaises de Surville Clift.
La caractéristique la mieux connue de la péninsule d' Aupouri Peninsula est liée à l'autre côte. Presque toute la côte Ouest est dénommée par erreur la plage des 90 miles car elle ne fait "que" 88 kilomètres de long : voir Ninety Mile Beach.
À son extrémité Nord, la péninsule s'élargit jusqu'à 30 kilomètres. C'est là que sont situés plusieurs caps qui rivalisent pour constituer le point le plus septentrional de l'Ile principale de la Nouvelle-Zélande : Cape Maria van Diemen (en), North Cape, Cap Reinga et les falaises de Surville Cliffs. Ces dernières prétendent au titre par une marge de seulement quelques centaines de mètres . Les falaises de " Surville Cliff" siègent à la latitude de 34° 23' 47" Sud. Seules quelques îles du groupe des Three Kings Islands et Îles Kermadec s'étendent plus au Nord de la Nouvelle-Zélande.
Bien qu'il y ait des peuplements multiples avec plus de 100 peuples successifs, et en particulier Te Hapua, Te Kao, Puenui et Kaimaumau, la Péninsule est habitée de façon espacée avec une population locale de seulement environ 1 600 habitants. Pour cette raison, les zones roulables sont très limitées en [Quoi ?]. La route principale: la "Route N°1 (est maintenant complètement goudronnée depuis avril 2010. La plage « Ninety Mile Beach » est aussi considérée comme une route (bien que la plupart des contrats de location de véhicules la considèrent comme une « route interdite » ). La ville la plus proche du Cap Nord à la pointe de la Péninsule est Kaitaia, 100 kilomètres plus au Sud.